# Баня (процедура)
Вижте пояснителната страница за други значения на Баня.
Баня може да се отнася за различни неща, основното от които е хигиенна процедура, свързана с вода.

## Терапия
Баня може да означава процес или терапия на специално третиране на тялото чрез различни въздействия и материали:
- водна баня – къпане във вода, миене (почистване с вода и сапун, шампоан и други препарати);
- морска баня – къпане в морска вода или летуване на морски бряг;
- слънчева баня – получаване на слънчев загар;
- кална баня – терапия с лечебна кал;
- йодна баня – вдишване на йодни изпарения;
- солна баня – вдишване на солен въздух;
- химическа баня – химическо очистване от токсични вещества и др.

## Химически процес
Баня може да означава химически процес, при който третираното вещество се потапя изцяло в реагента. Сребърната баня на електронни елементи е пример за такъв процес.

## Къпалня
Помещение (или сграда с такова помещение) за къпане (къпалня) или хигиенизиране на тялото. Обикновено банята е оборудвана със съоръжения за измиване на тялото с вода, пара или други начини на къпане, специфични за различните народи.